# Два серця, одна волосина
«Два серця, одна волосина» («Due cuori, una cappella») — італійська кінокомедія 1975 року, знята режисером Мауріціо Лучіді, з Ренато Поццетто у головній ролі.

## Сюжет
Арістіде отримує багатий спадок коштовностей від померлої матері, але коли він зустрічає на цвинтарі вродливу руду дівчину, його життя несподівано змінюється.

## У ролях
- Ренато Поццетто: Арістіде Каччамані
- Альдо Маччоне: Віктор
- Агостіна Беллі: Клаудія Джиліберті
- Джузі Распані Дандоло: Чечілія Каччамані
- Джанні Багіно: Тоніно
- Урсула Андресс: грає саму себе
- Піа Морра: Надія
- Франка Сканьєтті: мати Сперанци
- Леопольдо Трієсте: доглядач кладовища
- Джино Паньяні: Чезаре Панкраці
- Дада Галлотті: дружина Чезаре
- Клаудіо Нікастро: Маріо Россі
- Маріо Брега: м'ясник
- Альваро Віталі: перший водій таксі
- Массімо Больді: священик, клієнт Арістіде
- Фульвіо Мінгоцці: другий таксист
- Ренато Пінчіролі: літній священик, який сповідає
- Данте Клері: останній клієнт таксиста Арістіде
- Алессандра Ваццолер: власниця крамниці
- Фортунато Арена: працівник дорожньої поліції

## Знімальна група
- Режисер: Мауріціо Лучіді
- Сценарій: Нікола Бадалуччі, Мауріціо Лучіді, Ренато Поццетто
- Продюсер: П'єро Ла Мантія
- Оператор: Альдо Тонті
- Монтаж: Ренцо Лучіді, Сімонетта Вітеллі
- Композитор: Стельвіо Чіпріані
- Художник: Луїджі Скаччаноче
- Костюми: Карло Джентілі
- Грим: Стефанія Трані